# Уйгурский район
Уйгурский район (каз. Ұйғыр ауданы) — административная единица на юго-востоке Алматинской области Казахстана. Административный центр — село Чунджа.

## География
Расположен в юго-восточной части Алматинской области в предгорьях Заилийского Алатау в пределах между Кетменьским хребтом и равниной Илийской впадины.
На территории района встречаются все ландшафты и почвенные зоны: высокогорные чернозёмы, суглинисто-щебенчатые серозёмы, светло-каштановые серозёмы.
На территории района расположена реликтовая роща ясеня согдийского — памятник природы государственного значения. На территории данной рощи произрастают 34 вида растений, занесённых в Красную книгу, обитает более 60 видов млекопитающих, 300 видов птиц и более 20 видов земноводных.
Другая достопримечательность — Чарынский каньон или «Долина Замков».
Между Кетменьскими горами и долиной реки Или имеются термальные (горячие) артезианские источники со слабоминерализованной радоновой водой.
Уйгурский район располагает большим разнообразием лекарственных трав, сладкими плодами абрикоса, яблок, винограда и ягодных культур.

## Население
Национальный состав (на начало 2019 года):
- уйгуры — 36 649 чел. (57,91 %)
- казахи — 25 353 чел. (40,06 %)
- русские — 1 001 чел. (1,58 %)
- узбеки — 110 чел. (0,17 %)
- другие — 175 чел. (0,28 %)
- Всего — 63 288 чел. (100,00 %)

Уйгурский район по переписи 1939 г.
| Национальность / район (населенный пункт)                                              | Численность | Численность       | Численность |
| Национальность / район (населенный пункт)                                              | весь район  | с. Подгорное (рц) | прочие села |
| Всего                                                                                  | 18.242      | 1.898             | 16.344      |
| Уйгуры                                                                                 | 10.010      | 470               | 9.540       |
| Казахи                                                                                 | 4.277       | 370               | 3.907       |
| Русские                                                                                | 3.105       | 945               | 2.160       |
| Украинцы                                                                               | 390         | 45                | 345         |
| Белорусы                                                                               | 38          | 1                 | 37          |
| Татары                                                                                 | 127         | 29                | 98          |
| Немцы                                                                                  | 15          | 4                 | 11          |
| Корейцы                                                                                | 15          | 3                 | 12          |
| Прочие (для областей, где население распределено ТОЛЬКО по НЕСКОЛЬКИМ национальностям) | 265         | 31                | 234         |

## Административно-территориальное деление
Уйгурский район состоит из 14 сельских округов, в которых находятся 25 сельских населённых пунктов:
| Сельский округ               | Населённые пункты                                      |
| Аксуский сельский округ      | село Большой Аксу, село Долайты, село Малый Аксу       |
| Аватский сельский округ      | село Ават                                              |
| Актамский сельский округ     | село Актам                                             |
| Бахарский сельский округ     | село Бахар, село Ширин                                 |
| Дардамтинский сельский округ | село Дардамты, село Сункар, село Добын, село Ардолайты |
| Кетменский сельский округ    | село Кетмень, село Кепебулак                           |
| Кольжатский сельский округ   | село Кольжат                                           |
| Кыргызсайский сельский округ | село Кыргызсай, село Рахат                             |
| Малодеханский сельский округ | село Малый Дехан, село Большой Дехан                   |
| Сумбинский сельский округ    | село Сумбе, село Шошанай                               |
| Таскарасуский сельский округ | село Таскарасу                                         |
| Тигерменский сельский округ  | село Тигермень, село Узынтам                           |
| Чарынский сельский округ     | село Чарын                                             |
| Чунджинский сельский округ   | село Чунджа                                            |

## Главы
1. Насыров Муратбек Мырзагулович (1993-1999, 6 лет)
2. Тохтасунов Владимир Имтахунович (03.1999 г. — 05.2007 г., 8 лет).
3. Омаров Коюмчан Аванович (05.2007 г. — 11.2014 г., 7 лет);
4. Тохтасунов Алимжан Имтахунович (11.2014 г.— 09.2017 г., 3 года).
5. Нурахунов Шухрат Турдахунович (сентября 2017—2023 г, 4 года).
6. Елеусизова Бота Сериковна (с 10.2023)